# Krabí efekt

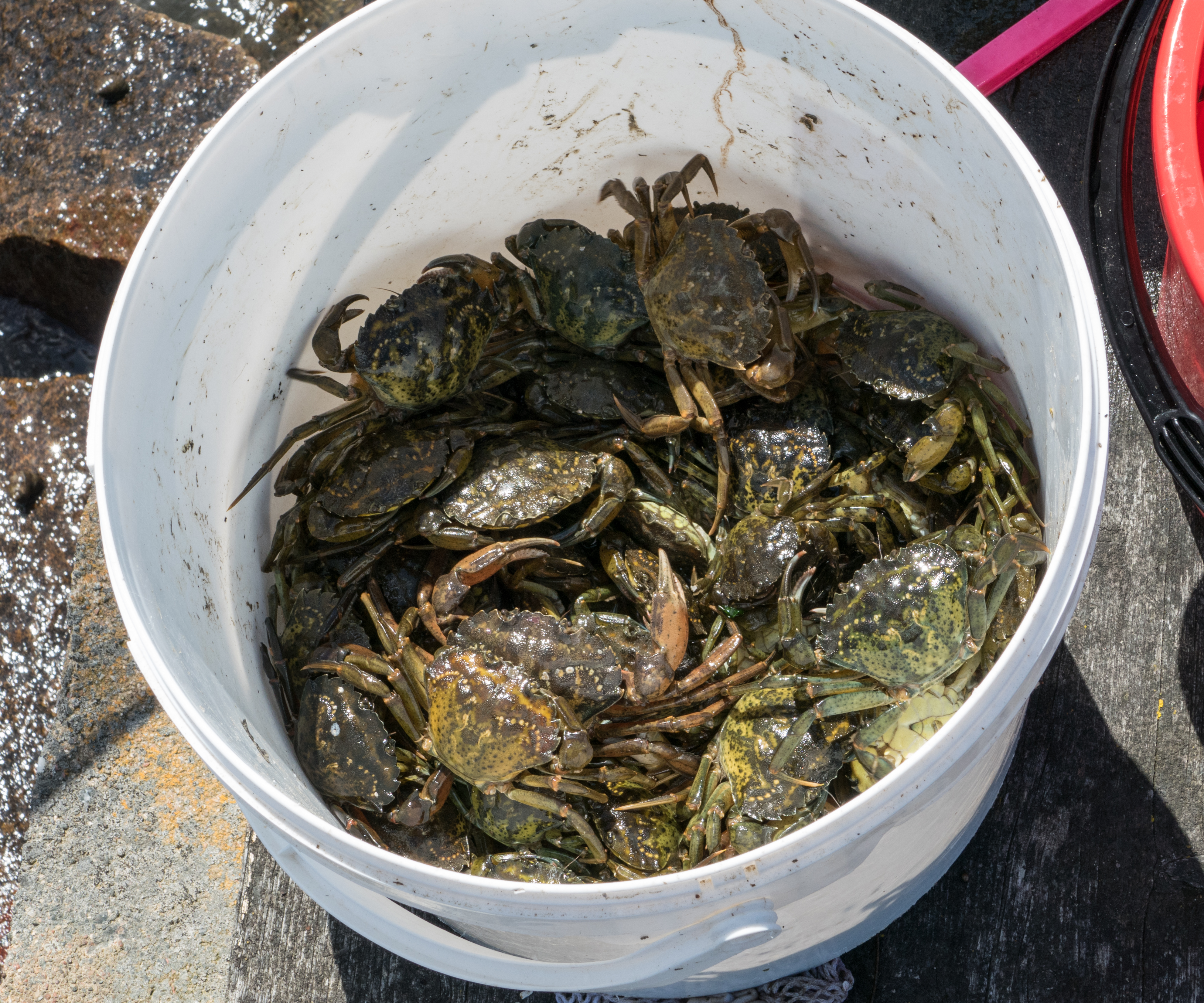
Živí krabi v kbelíku. Zatímco každý z krabů by mohl snadno uniknout, jeho snahy budou podkopávány ostatními, což zajistí kolektivní zhoubu skupiny.

Krabí efekt (anglicky crab bucket theory nebo crab mentality) je charakteristické chování, které se vyznačuje tím, že se jedinec snaží zničit jedince, který si vede lépe, aneb "Pokud to nemůžu mít já, ty také ne." Nejlépe také českou historkou: "Pane Bože, chcíplo mně prase. Prosím, dej ať chcípne i sousedovi“ 
Chování se dá také vystihnout jako krátkozraké a nekonstruktivní, s absencí spolupráce. Někdy tento efekt bývá také označován jako teorie krabů v kýblu, nebo krabí uvažování. Jedná se o typ hry s nulovým součtem. Tento termín je velmi často používán na Filipínách. Zde a jinde ve světě je dnes spojován především se sférou obchodu, podnikání a společenského postavení, kde se chce každý prosadit za každou cenu.

## Původ
Tento termín vznikl při pozorování krabů v rybářských boxech. Jeden krab by byl schopný utéct z boxu během jedné hodiny [zdroj?], kdyby v něm byl sám. Krabů je v boxu více, a protože spolu nedokáží spolupracovat, ve snaze dostat se ven stáhnou jiné výše lezoucí kraby dolů. Tak se žádní krabi ven nedostanou. U člověka by se tato reakce mohla označit za závist. Krabi si však navzájem nezávidí - pouze se snaží dostat na svobodu každý sám za sebe.
Termín krabí efekt (crab bucket, crab mentality) poprvé použila filipínská spisovatelka a aktivistka Ninotchka Rosca, popisujíc tak kompetitivní chování lidí na Filipínách za vlády Ferdinanda Marcose. Právě ona popsala tento sociologický jev jako "Pokud to nemůžu mít já, ty také ne."
V literatuře se tento termín objevuje ve spojitosti popisující dělníky a menší osady, kdy navenek se tváří jako soudržná osada, zatímco uvnitř mezi obyvateli vládne třídní boj.

## Význam
Tento efekt popisuje sobecké a krátkozraké jednání, někdy také závist či nenávist, které není psychickou poruchou. Tato závist je lidem přirozená, především když se jedná o vyšší pracovní postavení ostatních či lepší životní vyhlídky - každý by mohl zasáhnout, kariérní postup zhatit, většina to však neudělá, pocit závisti neprojeví a ten je po nějaké době opustí.
Morální význam je takový, že pro jedince by bylo výhodnější spolupracovat a podporovat se, ovšem ze své podstaty si závidí to, co sami nemají, nebo že zůstávají tam, kde ostatní ne.

## Podobné koncepty

### Syndrom vysokého máku
Někdy je tento efekt také spojován se syndromem vysokého máku (v angličtině Tall poppy syndrome), který popisuje sociální fenomén, kdy je člověk kritizovaný a ponižovaný za dosažení nějakých úspěchů. Historie tohoto fenoménu sahá až do dob Říše Římské, kdy poslední římský král Tarquinius Superbus požádal o zkrácení nejvyšších makových stonků na své zahradě, na znamení svému synovi, že by se měl vyrovnat s pokud možno tajným vražděním úspěšných, za cílem, zajištění si úspěchu vlastního.

### Zákon Jante
Další příbuzný termín, podle kterého by jedinec měl upravit své chování a potřeby ve prospěch skupiny. Velice často je spojován se zeměmi Skandinávie. Tento termín ve své práci poprvé použil dánský spisovatel Aksel Sandemose, který sepsal i deset zákonů Jante. Sami Dánové žijící v hlavním městě tento koncept považují za vymřelý. Vyskytuje se však v odlehlých provinciích především na západě - jakmile někdo poruší konvenci nebo se projeví jako ambiciózní, je většinou ostatními odsouzen.

## Příklady krabího efektu
Klasickým příkladem jsou poznatky průzkumu zveřejněné v londýnském časopisu The Observer. Studie se zabývala střední vrstvou žijící na předměstí Londýna a odhalila věčné soupeření mezi sousedy. Jakmile si jeden z obyvatelů Woodfordu koupil nový model televize/lednice/auta, sousedé se začali předhánět v tom, kdo si koupí stejné nebo lepší. Podobně jako v Británii se tohle (v jiných formách) děje po celém světě. Drastickým je případ Japonky Mitsuko Yamada, která utopila dvouleté dítě své sousedky jen kvůli faktu, že prošla vstupním testem do exklusivní školky, zatímco dcera Yamady ne. Mírnějším je pak čin čínské vlády, která zmařila udělení Nobelovy ceny dvěma vědcům původem z Číny, kteří pracovali a žili v USA.
Krabí efekt je obecně častý v rámci národnostních či kulturních menšin. Mnohokrát byl popisován například v souvislosti s komunitou neslyšících. Po letech izolace a útlaku od slyšící většiny neslyšící reagovali vznikem velmi ucelené komunity. Ta je velmi loajální nejen ke svým členům, ale i ke svým zvykům a tradicím. Jakmile se pak nějaký člen začne chovat v nesouladu se skupinovým paradigmatem, členové jeho vlastní komunity se obrací proti němu. Pak může docházet k tomu, že neslyšící šíří nepravdivé fámy o vůdcích komunity, kteří se v jejich očích proti nim obrátili dosažením až příliš vysoké pozice nebo větší blízkostí k slyšící většině.